# Sokoły Jeziorne
Sokoły Jeziorne (dawniej Sokoły Jeziorno, niem. Rosensee, do 1938 Sokollen) – wieś sołecka w Polsce położona w województwie warmińsko-mazurskim, w powiecie piskim, w gminie Biała Piska. W latach 1975–1998 miejscowość administracyjnie należała do województwa suwalskiego.

## Historia
Wieś powstała w ramach kolonizacji Wielkiej Puszczy. Wcześniej był to obszar Galindii. Wieś ziemiańska, dobra służebne w posiadaniu drobnego rycerstwa (tak zwani wolni, ziemianie w język staropolskim), z obowiązkiem służby rycerskiej (zbrojnej). W XV w. wieś zapisywana w dokumentach jako Witke, Różańce, Rosenitz, Roseintze.
W 1452 wymieniane jako dobra służebne Witka Sokołowskiego. Przywilej lokacyjny na 20 łanów na prawie magdeburskim z obowiązkiem jednej służby zbrojnej, wystawiony został w 1481 r. przez komtura bałgijskiego Erasma von Reitzensteina. Dobra nazywane w tym czasie Różańcami, leżące między wsią Rogale a granicą z Mazowszem, otrzymał Paweł Sokół. W tym czasie wieś należała do parafii w Drygałach (prokuratoria piska). Po roku 1550 wieś należała do parafii w Różyńsku.
Tereny wsi Sokoły Jeziorne znajdowały się w przeszłości kolejno: od ok. roku 960 r.  do 1279 r. na Ziemiach Prusów, od ok. 1283 r. do 1530 r. w Państwie Zakonu Krzyżackiego, od ok. 1531 r. do 1778 r. w Prusach Książęcych, od ok. 1769 r. do 1793 r. w Królestwie Pruskim, od ok. 1795 r. do 1918 r. w Prusach, od 1918 r. do 1939 r. w Niemczech (Republika Weimarska), a od 1945 r. znajdują się na terenie Polski.